# Agrometerologija
Agrometrologija je grana meteorologije koja proučava utjecaj promjena vremena i vremenskih elemenata kao što su temperatura, vlažnost, oborine, itd. na poljoprivredne kulture pomažući time u izboru kultura i povećanju prinosa.
DHMZ je izdao Agroklimatski atlas Hrvatske.